# Résistantes
Pour les articles homonymes, voir Résistantes.
Pour plus de détails, voir Fiche technique et Distribution.
Résistantes est un téléfilm franco-belge réalisé par Renaud Bertrand d'après un scénario de David Crozier et Camille Guichard, et diffusé pour la première fois en Belgique le 5 mai 2025 sur La Une et en France le 7 mai 2025 sur France 2.
Cette fiction dramatique est une coproduction de Macondo, Carson Prod, pour France Télévisions, AT-Production et la RTBF.

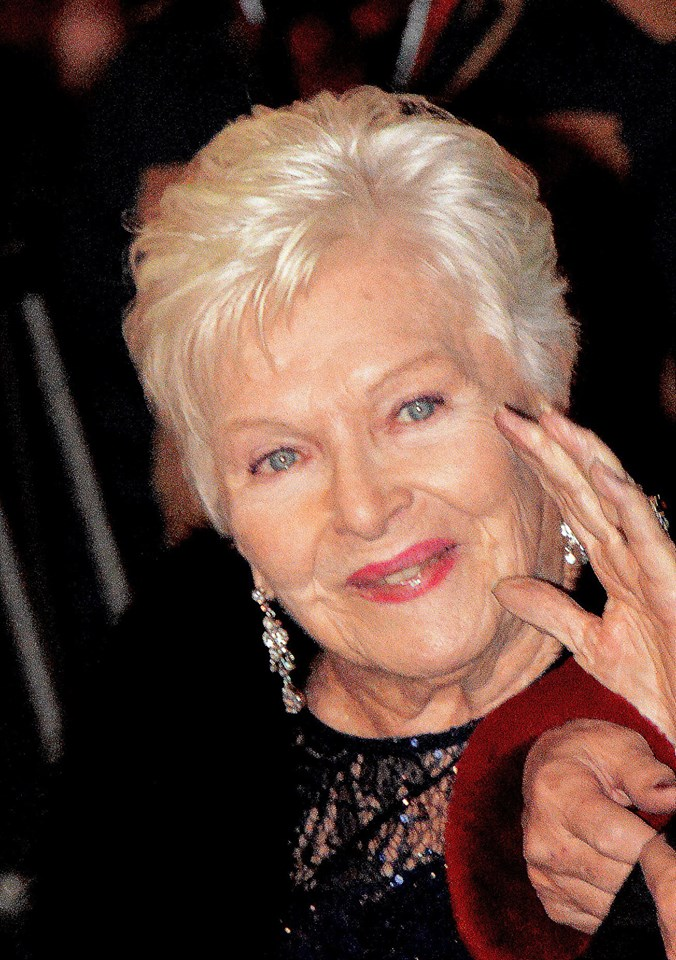
Line Renaud.

## Synopsis
En 1970, à Carpentras, Mère Madeleine, au crépuscule de sa vie, reçoit la visite de la jeune Lucie, à qui elle révèle de lourds secrets de famille. Elle révèle à Lucie qu'elle est son arrière-grand-mère. En 1900, âgée de 17 ans à peine, Madeleine est enceinte mais ses parents lui enlèvent l'enfant, le font adopter par une famille et la placent dans un couvent. Le père de l'enfant meurt durant la Première Guerre mondiale. En 1944, à la fin de la Seconde Guerre mondiale, Armand, le fils caché de Mère Madeleine, devenu médecin et maire d'une petite ville proche du couvent que dirige la religieuse, se montre trop conciliant envers  les miliciens de Vichy et les occupants allemands alors que, de son côté, Madeleine cache dans son couvent des enfants juifs parmi les jeunes filles sourdes et muettes, qui y suivent l'école. Au grand dam de ses parents, Solange, la fille du maire, elle-même malentendante, demande à suivre les cours au couvent, dont elle a compris qu'il aide les résistants.

## Fiche technique
Sauf indication contraire, les informations mentionnées dans cette section peuvent être confirmées par la base de données cinématographiques Allociné,  présente dans la section « Liens externes ».
- Titre français : Résistantes
- Réalisation : Renaud Bertrand[3],[1],[4],[5],[6]
- Scénario : David Crozier et Camille Guichard[3],[1],[4],[5]
- Musique : Léa Castel et Yoann Chirescu
- Décors : Isabelle Quillard
- Costumes : Agnès Falque
- Maquillage : Christine Larivière et Émilie Hua
- Photographie : Vincent Warin
- Son : Bastien Guille
- Montage : Frédérique Broos
- Production : Charline de Lépine, Alexandre Donche[3],[1],[7],[8],
- Sociétés de production : Macondo, Carson Prod, France Télévisions, AT-Production et la RTBF[6],[3],[1]
- Pays de production :  France /  Belgique
- Langue originale : français, langue des signes française
- Format : couleur
- Genre : drame
- Durée : 90 minutes[4]
- Dates de première diffusion :
  - Belgique : 5 mai 2025 sur La Une[7],[6],[9]
  - France : 7 mai 2025 sur France 2[10],[11],[12]

## Distribution
- Line Renaud : Mère Madeleine en 1970
- Béatrice Facquer : Mère Madeleine en 1944
- Marie Kaufmann : sœur Bernadette
- Jonathan Zaccaï : Armand Gauthier, le maire du village
- Élodie Navarre : Gisèle Gauthier, la femme d'Armand
- Jade Foucart : Solange Gauthier, la fille d'Armand et Gisèle
- Eva Lallier Juan : Lucie Gauthier, la fille de Solange (1970)
- Tim Rousseau : Blaise, le compagnon de Solange en 1944, père de Lucie
- Candice Bouchet : Simone Bouvier, l'adjointe du maire
- Marie Mallia : Rosine Chabert, résistante
- Jochen Hägele : le commandant allemand Hartmann
- Loïc Beauché : Robert Guérin, milicien vichyste
- Mila Rigaudon : Rachel

## Production

### Genèse et développement
Cette fiction dramatique est une coproduction de Macondo, Carson Prod, France Télévisions, AT-Production et la RTBF, réalisée avec la participation de TV5 Monde ainsi que le soutien de la région Provence-Alpes-Côte d'Azur en partenariat avec le Centre national du cinéma et de l'image animée,,,.
Le scénario est de la main de David Crozier et Camille Guichard, et la réalisation est assurée par Renaud Bertrand,,,.
Les créateurs du film David Crozier et David Guichard soulignent que « ce film veut rendre hommage à ces résistants qui se sont battus pour lutter contre l'occupant, mais surtout aux femmes, trop peu reconnues pour leur engagement et leur courage pendant la Seconde Guerre mondiale. »,.
La production est assurée par Charline de Lépine pour Macondo, Alexandre Donche pour Carson Prod,,,.

### Attribution des rôles
Le rôle principal est tenu par Line Renaud qui, bien qu'âgée de 96 ans, « n'a pu refuser un rôle aussi fort » selon Télépro.
Face à elle, Jonathan Zaccaï incarne le maire collabo Armand Gauthier : « On sent le poids des choix et des décisions auxquelles il doit faire face, nous explique l'acteur au téléphone. Il y avait toute cette complexité, et j'ai essayé de le défendre du mieux que je pouvais, comme je le fais à chaque fois lorsque je joue des personnages un peu ambigus. ». Parlant de Line Renaud, l'acteur belge précise : « C'était une belle surprise de la rencontrer. C'était très agréable. C'est une femme très vive, brillante et avec un regard assez incroyable qui vous transperce. En la croisant, on comprend pourquoi elle est devenue une telle icône. ».
Jonathan Zaccaï est également très élogieux envers la jeune actrice malentendante Jade Foucart qui interprète Solange, la jeune adolescente au cœur de l'histoire : « C'est vraiment une actrice incroyable. C'est son premier rôle et elle est d'une vérité, d'une intensité et d'une justesse absolument impressionnante. Elle nous a tous impressionnés. ». La production commente: « Nous avons repéré cette jeune fille de 17 ans, réellement sourde dans la vie, dans un casting sauvage à Paris. Elle a quelque chose de puissant et de naturel qui nous a immédiatement bluffés. ».

### Tournage
Le tournage se déroule du 18 septembre au 15 octobre 2024 dans la  région Île-de-France et dans le département français de Vaucluse en région Provence-Alpes-Côte d'Azur, à Carpentras, à Pernes-les-Fontaines, au Fort de Buoux et à l'abbaye Saint-Hilaire de Ménerbes,,,,,.
France Bleu souligne que « si l'histoire initiale se déroule dans le Vercors, la production avait choisi de tourner en Vaucluse pour plusieurs raisons : la beauté des paysages, les villages authentiques, mais aussi et surtout pour évoquer le maquis du Ventoux, souvent passé sous silence. ».
Charline de Lépine, la productrice de la société Macondo, explique : « On a choisi le Vaucluse car c'est très facile d'accès, on est tout de suite dans des paysages merveilleux, qui ne demandent pas de faire beaucoup de kilomètres. Il y a beaucoup d'endroits sans pollution contemporaine. On voulait aussi parler du maquis du Vaucluse et particulièrement celui du Mont Ventoux, qui a été peu mis en scène. ».
Le tournage a bénéficié du soutien de la Commission du Film Luberon Vaucluse et a nécessité 130 figurants,.

## Accueil

### Diffusions et audience
En Belgique, le téléfilm, diffusé le 5 mai 2025 sur La Une, est regardé par 257 484 téléspectateurs et se classe deuxième en termes d'audience : l'audience consolidée monte à 265 684 téléspectateurs à J+31.
En France, diffusé le 7 mai 2025 sur France 2, il est regardé par 3 625 000 téléspectateurs et se classe premier en termes d'audience.

### Accueil critique
Ciné-Télé-Revue souligne que Line Renaud « n'hésite pas à se montrer diminuée, la diction lente, sans cacher son âge. Ce qui rend son interprétation d'autant plus authentique. ».
Noémie Jadoulle, de la RTBF, souligne que la petite commune de Pernes-les-Fontaines se prêtait très bien à ce téléfilm historique et conclut : « À la fois émouvant et bien documenté, le téléfilm s'inscrit dans la lignée des nombreuses fictions qui rendent hommage aux héros et héroïnes d'une période particulièrement sombre de notre Histoire. ».
Le journal La Voix du Nord attribue une note de 4/5 au téléfilm : « Résistantes évite les archétypes avec ses personnages ordinaires plongés dans des situations inextricables, incités à la trahison, tentés par la lâcheté ou convaincus par le combat clandestin. Pas étonnant que Line Renaud ait souhaité participer à cette confrontation de passés irréconciliables qui se joue sur quatre générations. ».
Pour L'Humanité : « Cette fiction remet aussi au centre le travail souvent minoré des femmes dans la Résistance, et l'importance de tous les gestes, petits ou grands, contre l'oppresseur. Il donne aussi à réfléchir sur les limites de la loi face à la morale. Une belle surprise. ».
Pour Télé-Loisirs, « Inspiré de faits réels, ce téléfilm souffre d'un scénario trop scolaire, de dialogues parfois trop écrits et d'une mise en scène qui n'échappe pas à un académisme un brin désuet. Mais la force de son propos, les émotions véhiculées, la solidité de l'interprétation (Jonathan Zaccaï, Élodie Navarre et l'étonnante Jade Foucart) ainsi que la présence instantanément poignante à l'écran de Line Renaud, qui a récemment donné des nouvelles rassurantes de son état de santé, lui permettent de faire oublier ses limites. ».